# Haugham
Haugham is een civil parish in het bestuurlijke gebied East Lindsey, in het Engelse graafschap Lincolnshire. In 2001 telde het dorp 33 inwoners. Haugham ligt direct op de meridiaan van Greenwich, circa 5 km ten zuiden van Louth.
Haugham komt in het Domesday Book (1086) voor als 'Hecham'.